# 17913 Strode
17913 Strode este o planetă minoră (asteroid) din centura de asteroizi. A fost descoperită pe 20 martie 1999 la Magdalena Ridge Observatory⁠(d) de Lincoln Near-Earth Asteroid Research. 
Obiectul prezintă o orbită caracterizată de o semiaxă mare de 2,1474126 UAi, o excentricitate de 0,13, o înclinație de 3,40337 ° în raport cu ecliptica.